# Emilio Lommi
Emilio Lommi (Buenos Aires, Argentina; 1910 - Ibidem; 30 de junio de 1975) fue un actor de cine y teatro argentino.

## Carrera
Lommi fue un destacado actor de reparto de nacionalidad argentina de amplia trayectoria en la escena nacional de su país. Tuvo una bastisima carrera en el teatro, donde escolló su gran versatilidad actoral. Fue un actor exclusivo del mítico Teatro del Pueblo.
En cine tuvo una única participación en la película Los afincaos en 1941, bajo la dirección de Leónidas Barletta, junto con Pascual Nacaratti, Juan Eresky y Catalina Asta.
El actor Emilio Lommi falleció el 30 de junio de 1975, luego de varias décadas de intenso trabajo, víctima de una dolosa enfermedad.

## Filmografía
- 1941: Los afincaos.

## Teatro
- 1962: Acuarelas porteñas.
- 1942: La mandrágora.
- 1942: Las alegres comadres de Windsor.
- 1941: Palabras sobre los vidrios de la ventana.
- 1941: Egmont Redivivo.
- 1941: Lo que no vemos morir.
- 1941: Trastienda.
- 1941: Sinfonía infernal.
- 1941: La vida está lejos.
- 1941: El Dios Azar
- 1941: El abanico.
- 1940/1942: Una mujer vestida de silencio.
- 1940/1942: El viento en la llama.
- 1940: Fosco o la dictadura prodigiosa.
- 1940: La fiesta de hierro
- 1940: Stepantchicowo.
- 1940: El mercader de Venecia.
- 1939: Este es el drama.
- 1939: Diez horas de vida.
- 1939: Narayama
- 1939: Nacimiento de Salomé.
- 1939: La sombra del otro.
- 1939: El cuento de Barba Azul.
- 1939: Orfeo
- 1939: Don Gil de las calzas verdes.
- 1939: Ni siquiera el diluvio.
- 1939: Como el diablo ganó su pedazo de pan.
- 1938/1939: Un niño juega con la muerte.
- 1938/1939: Los celos del pintarrajeado.
- 1938/1939: Noche de reyes.
- 1938/1939: Edipo Rey.
- 1938: Pedantes.
- 1938: Agua.
- 1938: Y... todo es amor.
- 1938: La opinión de Zenón.
- 1938: Los nietos de Juan Moreira.
- 1938: Bigotes para la luna.
- 1938: Tiene ud. razón.
- 1938: Pelo de Zanahoria.
- 1938: Antes del desayuno.
- 1938: Un velero sale del puerto.
- 1938: Juguetes
- 1938: El perfecto humorista.
- 1938: La educación de los padres.
- 1938: Reloj.
- 1938: Papá.
- 1938: África.
- 1938: La isla desierta.
- 1938: Las bodas de Chivico y Pancha
- 1937/1938: El inspector.
- 1937/1938: La escuela de los maridos.
- 1935/1937: Fuenteovejuna.
- 1936: Intervalo.
- 1935: El horroroso crimen de Peñaranda del Campo
- 1935: Farsa.
- 1935: El bastón de polinchela.
- 1935: Extraviados
- 1935/1936: Sueño de una noche de verano.
- 1934: Reunión a medianoche.
- 1934: El desconocido.
- 1934: El matrimonio.
- 1933: Ganadores
- 1933: El emperador Jones.